# Kateřina Čedíková
Kateřina Čedíková (ur. 14 grudnia 1981 w Klatovach) – czeska szachistka, mistrzyni międzynarodowa od 2004 roku.

## Kariera szachowa
W 1994 r. zdobyła brązowy medal mistrzostw Czech juniorek do 14 lat. W latach 1997–2001 kilkukrotnie reprezentowała swój kraj na mistrzostwach świata i Europy juniorek w różnych kategoriach wiekowych. Czterokrotnie (2003, 2005, 2007, 2009) uczestniczyła w drużynowych mistrzostwach Europy, była również dwukrotną (2004, 2006) reprezentantką Czech na szachowych olimpiadach. Jest czterokrotną medalistką indywidualnych mistrzostw kraju: dwukrotnie złotą (2003, 2009) oraz dwukrotnie brązową (2001, 2002).
Najwyższy ranking w karierze osiągnęła 1 stycznia 2005 r., z wynikiem 2271 punktów zajmowała wówczas 4. miejsce wśród czeskich szachistek.